# Werner Janssen (homme politique)
Werner Janssen, né le 5 juin 1969 à Heusden, est un homme politique belge, membre de la Nieuw-Vlaamse Alliantie (N-VA).

## Biographie
Werner Janssen nait le 5 juin 1969 à Heusden.
Aux élections législatives fédérales de 2014, Werner Janssen est élu à la Chambre des Représentants.